# Выг (станция)
Выг — железнодорожная станция в 1 км от Беломорска. Первая от Беломорска станция на железнодорожной магистрали Беломорск — Обозерская.
На станции останавливаются только пригородные электропоезда  Кемь — Беломорск — Маленьга и обратные им.